# Objectiu Paki
Objectiu Paki, abans conegut com a Operació Paki i també conegut per les seves sigles OP, és un concurs de talents musical produït per Ràdio Televisió Cardedeu en col·laboració amb La Xarxa de Comunicació Local i el Casal de Joves La Paki.
El concurs comença amb 10 participants seleccionats prèviament mitjançant un càsting (a les dues primeres temporades fet per RTVC, i a la tercera feta per RTVC i les televisions de La Xarxa). El concurs consta de 4 gales temàtiques on cada participant ha de defendre la seva cançó. A les dues primeres gales s'eliminen a 2 concursants mitjançant el vot de l'audiència i del jurat, i la tercera un. Un cop a la gala final amb els 5 finalistes, es realitzen dues rondes de votacions, eliminant 2 concursants a la primera, i escollint el guanyador a la segona.
El guanyador rep com a premi l'enregistrament, difusió i promoció de 3 senzills a càrrec de la discogràfica Crea Music, i l'oportunitat d'actuar a la Festa Major de Cardedeu.

## Temporades
| Temporada       | Dates                 | Dates              | Guanyador/a   |
| Temporada       | Estrena               | Final              | Guanyador/a   |
| --------------- | --------------------- | ------------------ | ------------- |
| Operació Paki 1 | 7 de desembre de 2020 | 25 gener de 2021   | Uxue Souto    |
| Objectiu Paki 2 | 19 de febrer de 2022  | 2 abril de 2022    | Martina Burón |
| Objectiu Paki 3 | 4 de febrer de 2023   | 18 de març de 2023 | Paula Lozano  |

## Concursants

### Concursants de la primera temporada (Operació Paki)
- Aina i Marina
- Ares
- Clara Cervera
- Jim
- Emma
- Joan Liaño
- Mery
- Ona
- Uxue Souto (Guanyadora)
- Medley

### Concursants de la segona temporada (Objectiu Paki 2)
| Núm. | Concursant     | Edat | Residència                | Posició          |
| ---- | -------------- | ---- | ------------------------- | ---------------- |
| 1    | Martina Burón  | 18   | Sant Cugat del Vallès     | Guanyadora       |
| 2    | Mariona Callís | 15   | Porqueres                 | 2n Finalista     |
| 3    | Abril Navarro  | 16   | Badalona                  | 3a Finalista     |
| 4    | Naia González  | 16   | Badalona                  | 4t Semifinalista |
| 5    | Jana Salas     | 17   | Barcelona                 | 5è Semifinalista |
| 6    | Gisela Quirós  | 19   | L'Hospitalet de Llobregat | 6a Expulsada     |
| 7    | Salma Choulli  | 17   | Cunit                     | 4t Expulsada     |
| 8    | Xènia Páez     | 18   | Golmés                    | 3r Expulsada     |
| 9    | Ariadna Piqué  | 17   | Lleida                    | 2n Expulsada     |
| 10   | Anna Rodríguez | 16   | Navarcles                 | 1r Expulsada     |

### Concursants de la tercera temporada (Objectiu Paki 3)
| Núm. | Concursant      | Edat | Televisió             | Residència          | Posició          |
| ---- | --------------- | ---- | --------------------- | ------------------- | ---------------- |
| 1    | Paula Lozano    | 18   | Lleida TV             | Lleida              | Guanyadora       |
| 2    | Daniel Garcia   | 15   | TAC12                 | Tarragona           | 2n Finalista     |
| 3    | Carla Calvo     | 14   | Televisió de Badalona | Badalona            | 3a Finalista     |
| 4    | Marta Bossa     | 21   | Canal Taronja Anoia   | Igualada            | 4a Semifinalista |
| 5    | Júlia Aubà      | 19   | tvmataró              | Mataró              | 5è Semifinalista |
| 6    | Irene Porta     | 18   | Canal TE              | Deltebre            | 6a Expulsada     |
| 7    | Llum Blancafort | 20   | Empordà TV            | Castelló d'Empúries | 4a Expulsada     |
| 8    | Núria Rius      | 20   | Tàrrega Televisió     | Tàrrega             | 3a Expulsada     |
| 9    | Maria Fernández | 15   | Balaguer TV           | Balaguer            | 2a Expulsada     |
| 10   | Júlia Llovera   | 19   | RTVCardedeu           | Sant Celoni         | 1a Expulsada     |

## Premis i reconeixements
- Premis de Comunicació Local 2021: Premi al millor contingut de vídeo.[4]

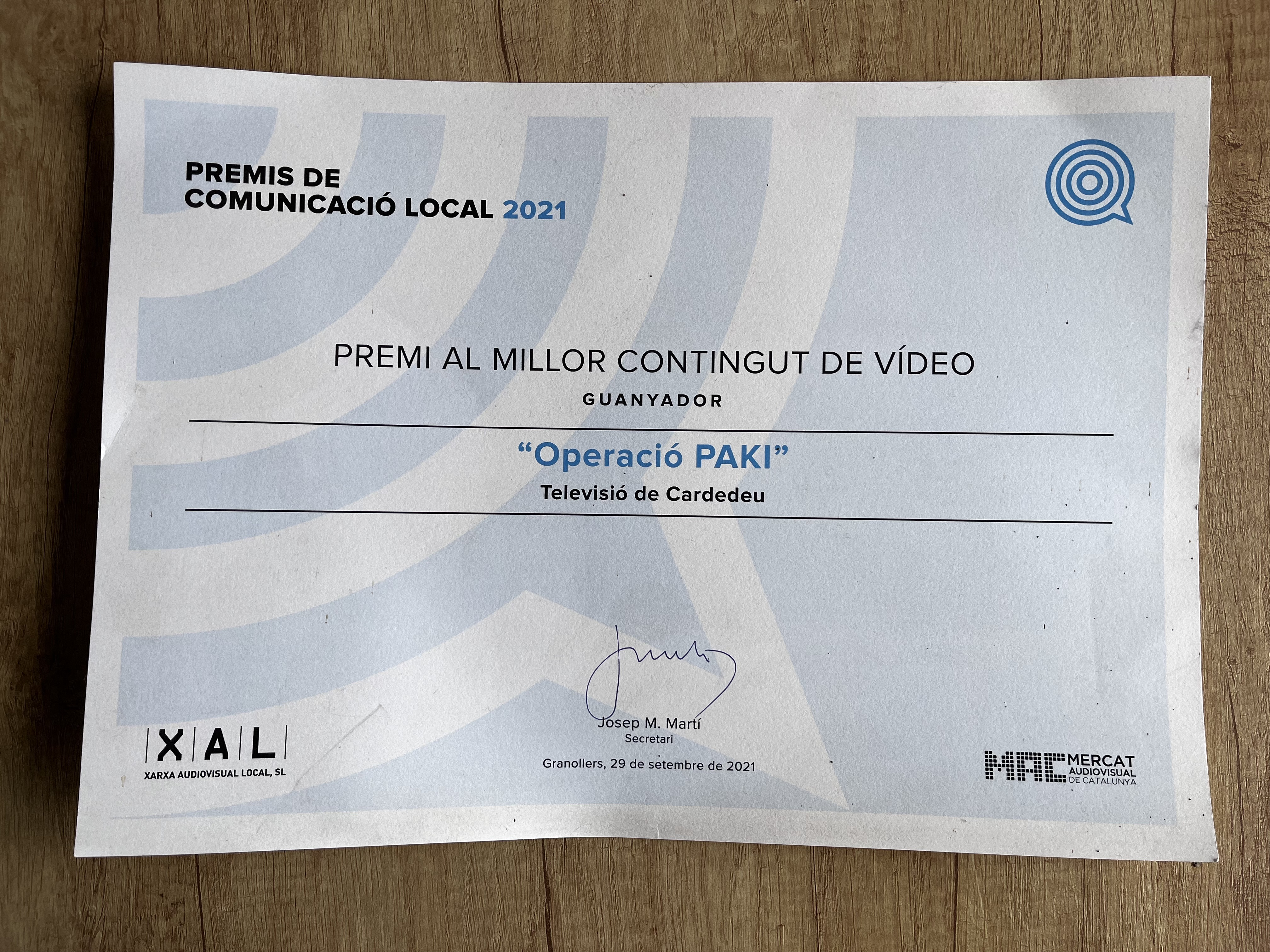

## Cançons grupals
- Objectiu Paki 2: Something Just Like This

- Objectiu Paki 3: Vola[5]

## Senzills dels guanyadors
- Martina Burón: Estiu[6]

- Paula Milara: Estimada Primavera, Tornes Hi ha cops que no pot ser[7]